# Suzuki RE-5 Rotary
 (septembre 2021).
Si vous disposez d'ouvrages ou d'articles de référence ou si vous connaissez des sites web de qualité traitant du thème abordé ici, merci de compléter l'article en donnant les références utiles à sa vérifiabilité et en les liant à la section « Notes et références ».
La Suzuki RE-5 est une moto mûe par un moteur à piston rotatif de type Wankel, mise au point par le constructeur japonais Suzuki de 1974 à 1976. La RE5 Suzuki est l'une des très rares motos à moteur Wankel jamais produite. Les autres fabricants, dont de motos à moteur rotatif, qui ont atteint la production comprennent notamment : DKW, Norton et Van Veen (qui a utilisé un dérivé des moteurs NSU / Audi développés pour Citroën). Hercules a également produit une motocyclette à moteur Wankel, la W-2000, qui fut la première moto à moteur rotatif.
L'investissement de Suzuki dans ce projet fut important, car à la fin des années 1960, le moteur à piston rotatif commençait à peine à être produit en série, tandis que le moteur à quatre temps conventionnel avait énormément d'avance technique. Pour créer un moteur fiable et robuste, Suzuki multiplia les tests dans des conditions météorologiques sévères.
Le dessin de la future moto fut confié au carrossier italien Giugiaro qui fit un rappel du principe du moteur à piston rotatif dans le dessin de la moto, au travers du bloc compteur / compte-tours (souvent surnommé « boîte à pain »), d'un feu arrière de forme cylindrique et de cercles sur les caches latéraux.
Lors de sa sortie, la Suzuki RE-5 n'eut pas le succès escompté. Le premier choc pétrolier fut l'une des raisons principales de cet échec, les véhicules gourmands en carburant étant devenus peu populaires. L'allure inhabituelle de la moto et de son moteur expliquent également la faiblesse des ventes. Enfin, le moteur Wankel était réputé peu fiable.